# Léon de Lépervanche
Léon de Lépervanche surnommé Ti Léon, né le 21 novembre 1907 à Saint-Denis et mort le 14 novembre 1961 au Port, est un homme politique réunionnais. Il est considéré comme l'un des pères de la départementalisation de son île aux côtés de Raymond Vergès.

## Biographie
Léon de Lépervanche a un parcours atypique, issu de la grande bourgeoisie réunionnaise, il descend de sa condition pour occuper en 1923 un emploi subalterne à la compagnie du Chemin de fer et du Port de La Réunion. En tant que secrétaire général de la Fédération réunionnaise du travail, il est à l'initiative de la grève générale le 23 janvier 1937.  Il occupera ainsi les fonctions de journalier jusqu'en 1930, il sera licencié du CPR en 1938. 
En 1939, lorsque la Guerre  éclate, il est membre de la Ligue des droits de l'homme avec Raymond Vergès et le prince exilé Vinh San. Après la défaite de la France, le gouverneur Pierre Émile Aubert installe le gouvernement de Vichy sur l'île. De Lépervanche décide alors de s'engager dans la résistance et sera condamné à trois mois de prisons en 1941. Le 28 novembre 1942, il organise la résistance aidé des dockers et des cheminots afin de se libérer du Régime. Après la guerre, il reçoit la Médaille de la Résistance française qu'il refuse.
Il deviendra maire du Port de 1945 à 1961. Pendant son mandat, des femmes siègent pour la première fois au Conseil municipal de la ville.
Élu député le 21 octobre 1945, il s'embarque le 19 novembre qui suit, à bord d'un Junkers 52 à destination de l'aéroport du Bourget aux côtés du docteur Raymond Vergès. À Paris, ils initient ensemble la loi de départementalisation du (19 mars 1946) qui transforme en départements les quatre vieilles colonies que sont alors la Guadeloupe, la Guyane, la Martinique et La Réunion.

## Détail des fonctions et des mandats
Mandats parlementaires
- 21 octobre 1945 - 10 juin 1946 : Député de La Réunion
- 10 novembre 1946 - 17 avril 1951 : Député de la Réunion

Mandats locaux
- 1er juin 1945 - 31 janvier 1962 : Maire du Port (CRADS puis PCR à partir de 1959)
- 1946 : Président du conseil général de La Réunion
- 1955 - 1961 : Conseiller général du canton du Port

## Hommages
Une stèle à sa mémoire est inaugurée par le Port à l'occasion du 100e anniversaire de sa naissance en 2007.